# لکه غلاف برنج
لکه غلاف برنج (نام علمی: Waitea circinata) نام یک گونه از رده کلاه‌قارچان است.